# Fédération biélorusse de football
La  Fédération de Biélorussie de football (Беларуская Федэрацыя Футбола (be)/ Bélarousskaïa Féderatsyia Foutbola БФФ) est une association regroupant les clubs de football de Biélorussie et organisant les compétitions nationales et les matchs internationaux de la sélection de Biélorussie.
La fédération nationale de Biélorussie est fondée en 1989. Elle est affiliée à la FIFA depuis 1992 et est membre de l'UEFA depuis 1993.